# Encaje de Limerick

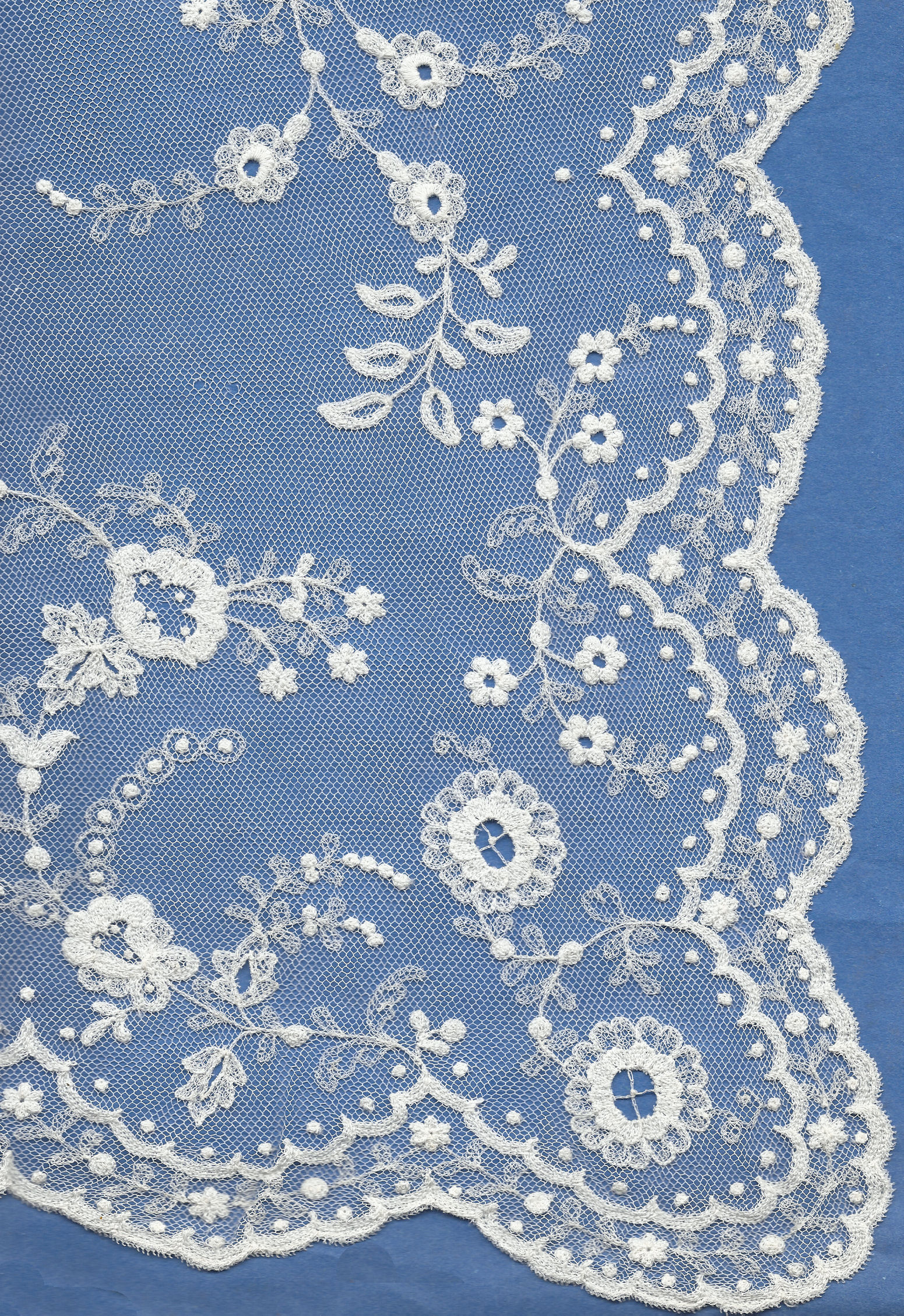
Encaje Limerick

El encaje de Limerick es una clase específica de encaje originario de Limerick (Irlanda) que luego se fabricó en todo el país. Surgió a partir de la invención de una máquina que fabricaba tejido de red en 1808. Hasta que John Heathcoat inventó una máquina para fabricar red en Devon en 1815, las redes hechas a mano eran un tejido muy caro. Esto significó que las encajeras irlandesas tuvieran acceso a un tipo barato de red barato, especialmente después de 1823, cuando expiró la patente de Heathcoat. 
El de Limerick es un encaje híbrido de encaje bordado con aguja o encaje de ganchillo sobre una base de red hecha a máquina. Se trata de un "encaje mixto" y no de un "encaje verdadero", que estaría enteramente hecho a mano. El encaje de Limerick viene en dos formas: encaje de tambor (que se hace estirando una red sobre un marco como una pandereta y pasando hilos a través de él con un gancho) y encaje de aguja (que se hace usando una aguja para bordar sobre un fondo de red). 
El encaje destacó por su variedad de delicados rellenos, encontrándose hasta 47 rellenos diferentes en un solo cuello. 

## Historia

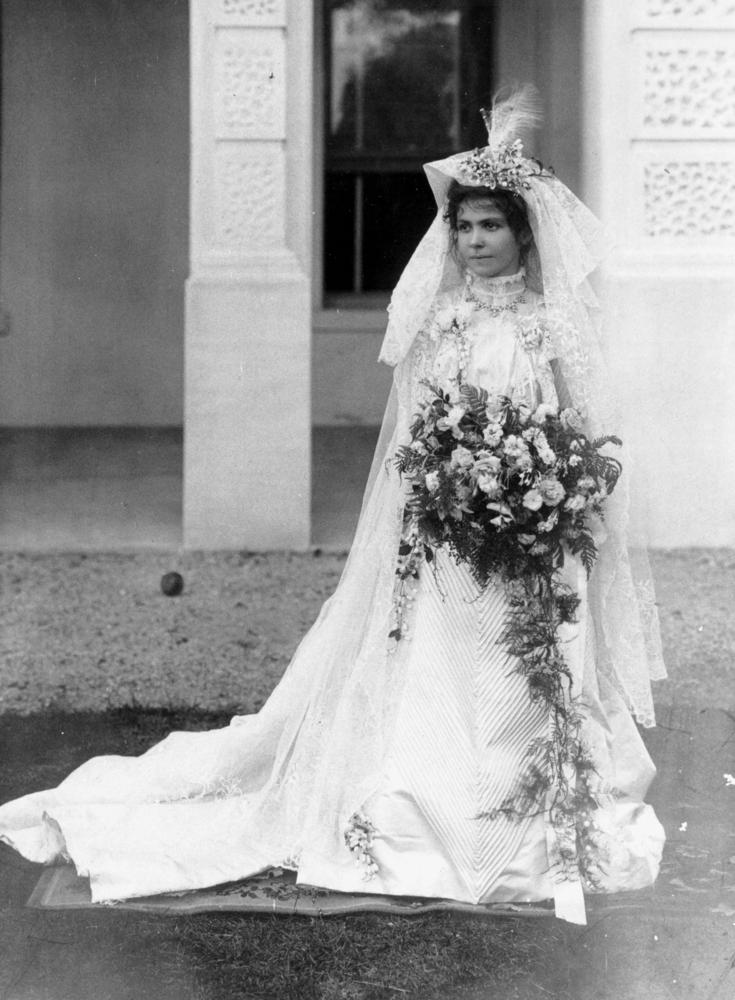
Mary Thomas Ipswich el día de su boda, abril de 1901, Ipswich con un velo de encaje de Limerick

La industria del encaje de Limerick fue fundada en 1829 por Charles Walker, originario de Oxfordshire . 
La historia del encaje de Limerick se puede dividir en dos grandes períodos: la era de la producción fabril (1829-c.1870) y la era de la producción doméstica y en talleres c.1870-1914.
En 1829, Walker trajo a 24 jóvenes para que enseñaran confección de encajes en Limerick, atraídos por la disponibilidad de mano de obra femenina barata y calificada, y su negocio prosperó. Charles Walker eligió Limerick después de recorrer varios sitios para el negocio. Limerick anteriormente tenía una próspera industria de guantes, pero en ese momento tenía una gran población de mujeres desempleadas con una tradición de trabajo en fábricas.  El encaje de Limerick se produjo principalmente en fábricas durante los primeros cuarenta años de su existencia. Entre las décadas de 1830 y 1860, funcionaron varias fábricas de encaje en Limerick. La segunda fábrica de encajes de la ciudad fue establecida en 1835 por William Lloyd, inicialmente en Clare Street y luego en Abbey Court junto a Nicholas Street. En 1841, trabajaban para él 400 mujeres y jóvenes. En 1836, Leycester Greaves (1809-47), un hombre de Cork, abrió una fábrica en Limerick. Estas fábricas de encaje empleaban a casi 2.000 mujeres y jóvenes. 
En la década de 1840, la fabricación de encajes en Limerick se introdujo en varios conventos e instituciones dirigidas por conventos, tanto en Limerick como en otros lugares. En 1850, la confección de encaje se introdujo en el Convento del Buen Pastor en Clare Street Limerick, pero también se hizo en otras casas religiosas con sede en la ciudad, incluido el Convento de Presentación en Sexton Street y el Convento de la Misericordia en Mount Saint Vincent, en O' Avenida Connell. El encaje de Limerick fue difundido ampliamente por toda Irlanda por hermanas religiosas católicas, ansiosas por proporcionar empleo en la época de la hambruna. Lo introdujeron en varios otros conventos, incluidas casas religiosas en Youghal, Kinsale, Dunmore East, Cahirciveen y Kenmare . En el Convento del Buen Pastor, el último centro de confección de encajes en Limerick, la producción cesó en 1990.
En las décadas de 1860 y 1870, la industria del encaje de Limerick declinó rápidamente, debido a que el mercado se vio inundado por encajes hechos enteramente a máquina, principalmente en Nottingham. Una de las razones de este período de declive fue la comprensión de que el diseño era necesario para lograr encajes hermosos. Después de la Exposición Industrial de Cork de 1883, el presidente del Queen's College, Cork, escribió: "... sólo el encaje bien diseñado y finamente ejecutado puede mantenerse firme frente al encaje a máquina".
Revivió en la década de 1880 gracias al trabajo de Florence Vere O'Brien (1858-1936), quien estableció una Lace School en Limerick, que abrió con ocho alumnos en mayo de 1889. Esto funcionó hasta 1922.  Otro importante promotor del encaje de Limerick durante este período fue Ishbel Hamilton-Gordon, condesa de Aberdeen (1847-1939), quien estableció la Asociación de Industrias Irlandesas en 1886 para fomentar el movimiento "Compre irlandés". Esto fue fundamental para revivir el encaje de Limerick como artesanía tradicional.
En 1904, la señora Maude Kearney (1873-1963), hija de James Hodkinson, fundador de la famosa firma de especialistas en decoración de iglesias de Henry Street en Limerick, estableció un negocio de confección de encajes al que llamó Thomond Lace Industry. Con sede en Thomondgate. La empresa Thomond Lace empleaba entre cincuenta y ochenta trabajadores en el apogeo de su éxito. Después de la Segunda Guerra Mundial, el encaje de Limerick decayó rápidamente.

## Características

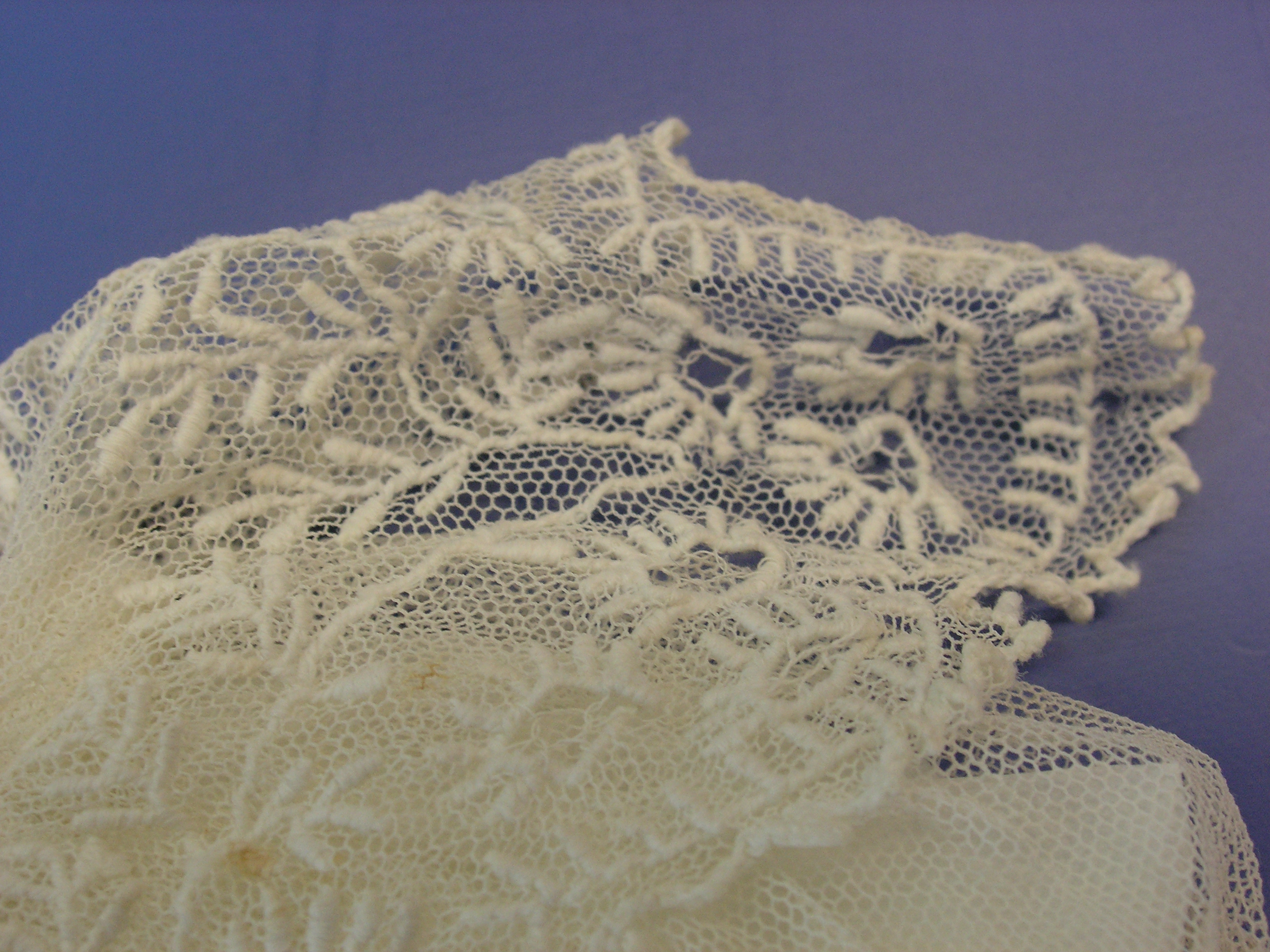
Detalle de un corpiño de bebé en estilo tamboril de encaje de Limerick

El encaje de Limerick se forma sobre una red utilizando una de estas técnicas o ambas :
- Tambor – donde se crea un punto de cadena con un gancho.
- Needlerun –con puntos en la base con una aguja.

A veces se utilizaban apliques, incluida una red aplicada sobre red, que formaba una tela de gasa. Los tipos de encajes elaborados en la primera fábrica en esta época eran las puntillas de blonda y las puntillas grises (moteadas). Más tarde, en la década de 1840, los tipos de encaje en producción eran hilo dental, punto satinado, valencienne, doble punto; sin embargo, la introducción del encaje hecho a máquina estaba afectando la calidad de la producción.

## Uso
Se sabe que quienes usaron encaje de Limerick fueron la reina Victoria, Edith Roosevelt y la condesa Markievicz . Cuando John F. Kennedy visitó Limerick en 1963, le obsequiaron una bata de bautizo de encaje. Esta bata de bautizo fue creada en el Convento del Buen Pastor, Clare Street, Limerick. Generaciones de clérigos también usaban encaje de Limerick y usaban encaje para decorar sus iglesias
En 2014, el Ayuntamiento de Limerick publicó una historia completa sobre el encaje de Limerick llamada Amazing Lace, escrita por el Dr. Matthew Potter, curador del Museo de Limerick. El encaje de Limerick todavía se produce a escala comercial muy pequeña por encajeras individuales como Eileen Browne. Se llevan a cabo varias clases tanto en Limerick como en todo el país en un intento de revivir la práctica.
Desde 2017, el Museo de Limerick ha celebrado una serie de exposiciones y conferencias, tanto virtuales como reales, dedicadas al encaje de Limerick. El Museo de Limerick alberga la mayor colección de encajes de Limerick del país. También se lleva a cabo una colecta en las Hermanas de la Misericordia en Charleville, Co. Cork.